# Charouine
Charouine là một đô thị thuộc tỉnh Adrar, Algérie. Dân số thời điểm năm 2002 là 8.678 người.